# Orendy Norbert
Orendy Norbert (Beszterce, 1898. november 17. – Budapest, 1946. június 18.) magyar csendőrezredes a második világháború idején.

## Élete
Az első világháborúban a fronton harcolt katonaként, majd 1919-ben belépett a Nemzeti Hadseregbe. 1921-ben jelentkezett a csendőrtiszti tanfolyamra. Ezt követően a székesfehérvári csendőrkerületnél szolgált, itt ismerkedett meg Vajna Gábor révén a Hungarista mozgalommal. 1936-1938 között Budapesten teljesített szolgálatot. Részt vett a felvidéki bevonulásban, majd 1939-ben Ungvárra helyezték. 1940-ben részt vett az Észak-erdélyi bevonulásban.
1941-ben a csendőrtiszti tanfolyamra vezényelték tanári minőségben. 1943-ban a csendőrség szabályzatszerkesztő csoportját vezette, majd 1944 januárjától Borszékre került, ahol különböző csendőr-sítanfolyamok parancsnoka lett. Ugyanez év augusztusától frontszolgálatot teljesített a Magyar 2. hadsereg kötelékében harcoló csendőrök parancsnokaként.
Horthy Miklós sikertelen kiugrási kísérlete és a nyilas puccs után a Nemzeti Számonkérő Különítmény parancsnoka lett. Ebben a minőségében Radó Endre segítségével számos nyomozást folytatott antifasiszta ellenállók ellen, de számos katonatisztet is letartóztatott, akik nem rokonszenveztek a nyilas mozgalommal (a legismertebb Szombathelyi Ferenc egykori vezérkari főnök volt). Az ő parancsára tartóztatta le Radó Endre Bajcsy-Zsilinszky Endrét, valamint Kiss Jánost és társait, akiket később ki is végeztek.
A nyilas kormánnyal ő is Németországba menekült a szovjetek elől, ám itt 1945 májusában Engertshamban amerikai fogságba esett, akik a heilbronni fogolytáborba szállították, majd kiadták Magyarországnak, mint háborús bűnöst. A népbíróság halálra ítélte és 1946. június 18-án kötél által kivégezték.